# Cerkiew Kazańskiej Ikony Matki Bożej w Jantarnym
Cerkiew pod wezwaniem Kazańskiej Ikony Matki Bożej – prawosławna cerkiew parafialna w Jantarnym, w dekanacie nadmorskim eparchii kaliningradzkiej Rosyjskiego Kościoła Prawosławnego.

## Położenie
Cerkiew znajduje się przy ulicy Sowieckiej.

## Opis

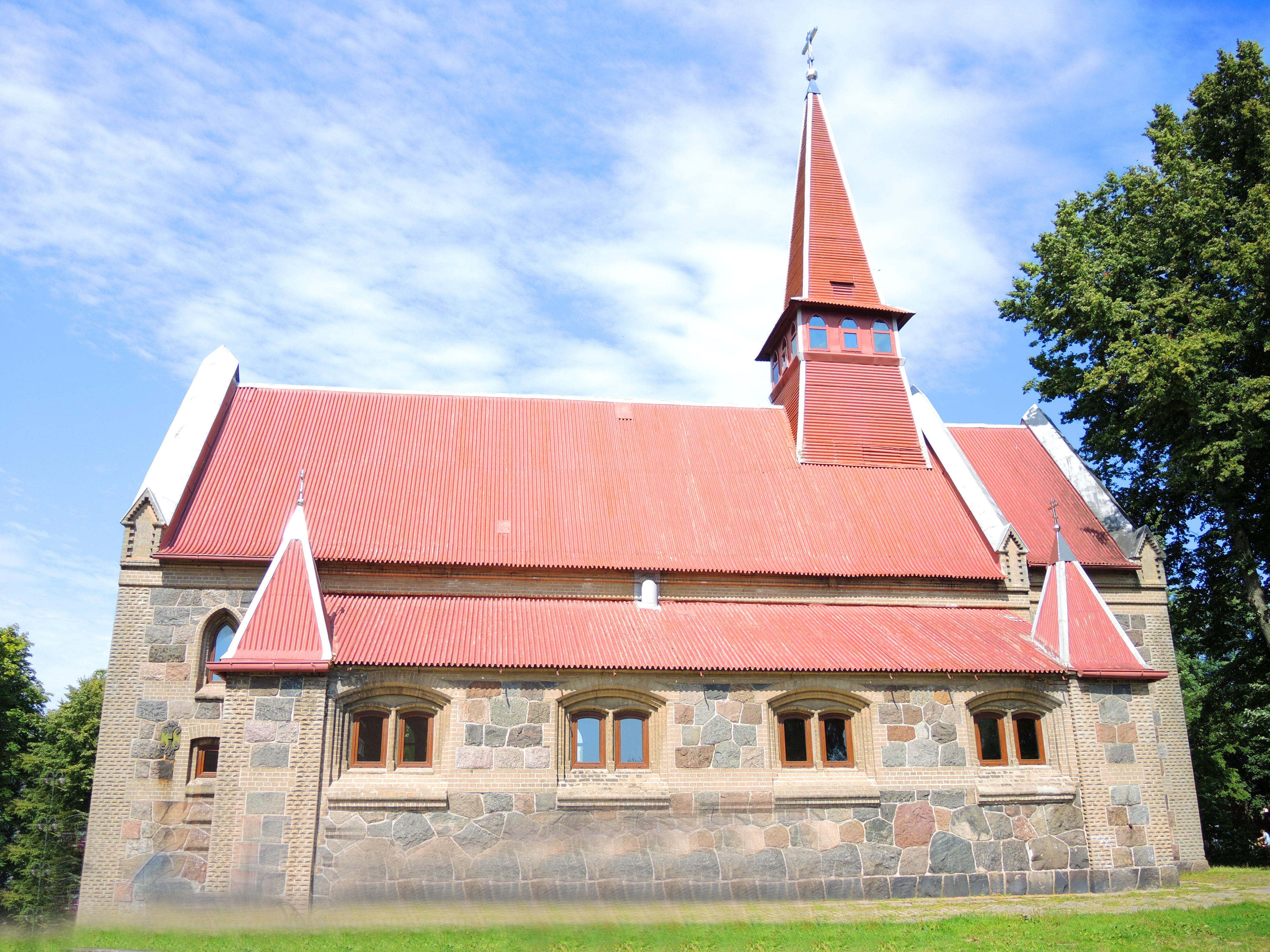

Dawny kościół luterański, ufundowany przez firmę „Stantien & Becker”, zbudowany w latach 1887–1892 z głazów i ceglanych kształtek, według projektu Wilhelma Lorenza Bessel-Lorcka. Obiekt powstał jako zminiaturyzowana kopia kaplicy św. Jerzego, znajdującej się w ogrodzie Pałacu Monbijou w Berlinie. Wystrój wnętrza wykonano w stylu neoromańskim. Okna zdobiły witraże, na których przedstawiono sceny z życia miejscowej ludności. Kościół był wyposażony w organy oraz dwa dzwony.
Po II wojnie światowej kościół został zdesakralizowany. Usunięto organy i witraże. Budynek użytkowano jako pomieszczenie klubowe, salę bilardową, salę gimnastyczną, a później magazyn. W 1990 r. zdewastowany obiekt przekazano prawosławnym z przeznaczeniem na cerkiew. Poświęcenia – pod wezwaniem Kazańskiej Ikony Matki Bożej – dokonał 13 stycznia 1991 r. arcybiskup smoleński i kaliningradzki Cyryl.
Decyzją władz obwodu królewieckiego z 23 marca 2007 r. cerkiew zyskała status zabytku kulturowego o znaczeniu regionalnym.